# Friedrich Nobbe
Friedrich Nobbe, född 20 juni 1830 i Bremen, död 15 september 1922 i Tharandt, var en tysk agrikulturkemist och frökontrollant.
Nobbe blev 1861 professor vid tekniska skolan i Chemnitz och 1868 vid akademien för skogs- och lanthushållning i Tharandt, där han anlade en växtfysiologisk försöksstation och 1869 en frökontrollstation, urmönstret för dylika anstalter. Han räknas som den moderna frökontrollens upphovsman och utövade genom Handbuch der Samenkunde (1876) stort inflytande på frökontrollens utveckling. Han invaldes 1888 som ledamot av svenska Lantbruksakademien.
Sedan Hermann Hellriegel 1886 visat, att ärtväxternas kända gynnsamma verkan på jordens fruktbarhet beror på förekomsten i dessa växters rötter av bakterier, som tillgodogör luftens fria kväve till växtnäring, gjorde Nobbe och Lorenz Hiltner på 1890-talet lyckade försök att med renkulturer av dylika bakterier smitta utsäde av ärtväxter. Dylika kulturer blev snart föremål för fabriksmässig beredning och försäljning under namn av "Nitragin". Nobbe utgav 1864–1904 Landwirtschaftliche Versuchsstationen. 